# Kahak
Kahak (farsi کهک) è una città dello shahrestān di Qom, circoscrizione di Kahak, nella provincia di Qom in Iran. Aveva, nel 2006, una popolazione di 2.766 abitanti.